# Судзуки, Тосио (продюсер)
Тосио Судзуки (яп. 鈴木 敏夫 Судзуки Тосио, 19 августа 1948, Нагоя) — главный продюсер и президент японской студии Ghibli. Известен как один из самых успешных японских продюсеров после кассового успеха многих анимационных фильмов Ghibli. По словам Хаяо Миядзаки, «если бы не господин Судзуки, не было бы Studio Ghibli». Лауреат премии «Оскар» (2024).

## Фильмография

### Продюсер
- «Порко Россо» (яп. 紅の豚 курэнай но бута, досл. «Алая свинья»), 1992
- «Здесь слышен океан», 1993
- «Помпоко: Война тануки», 1994
- «Шёпот сердца», 1995
- On Your Mark, 1995
- «Принцесса Мононокэ» (яп. もののけ姫 мононокэ химэ, досл. «Принцесса мстительных духов»), 1997
- «Мои соседи Ямада», 1999
- Shiki-Jitsu, 2000, Studio Kajino
- «Унесённые призраками» (яп. 千と千尋の神隠し Сэн то Тихиро но камикакуси, досл. «Загадочное исчезновение (похищение богами) Сэн и Тихиро»), 2001
- «Возвращение кота», 2002
- «Ходячий замок» (яп. ハウルの動く城 Хауру но угоку сиро, досл. «Движущийся замок Хаула»), 2004
- «Призрак в доспехах: Невинность», 2004, Production I.G
- «Сказания Земноморья», 2006
- «Рыбка Поньо на утёсе», 2008
- «Ариэтти из страны лилипутов», 2010
- «Со склонов Кокурико», 2011
- Giant God Warrior Appears in Tokyo, 2012
- «Ветер крепчает», 2013
- «Воспоминания о Марни», 2014
- «Красная черепаха», 2016
- «Ая и ведьма», 2020
- «Мальчик и птица», 2023

### Сопродюсер
- «Ведьмина служба доставки» (яп. 魔女の宅急便 мадзё но таккю:бин), 1989

### Продакшн
- «Навсикая из Долины Ветров» (яп. 風の谷のナウシカ кадзэ но тани но Наусика), 1984, Topcraft
- «Небесный замок Лапута» (яп. 天空の城ラピュタ тэнку: но сиро Рапюта), 1986
- «Мой сосед Тоторо» (яп. となりのトトロ тонари но Тоторо), 1988
- «Могила светлячков» (яп. 火垂るの墓 Хотару но хака), 1988

## Критика
Мамору Осии назвал Судзуки типичным голливудским продюсером, который хочет контролировать персонал методом «кнута и пряника». Вместе с Хаяо Миядзаки и Исао Такахатой он управлял «царством террора» и был «начальником их тайной полиции», «мастером запугивания», создав «внутренний круг» Studio Ghibli.
В 2023 году Судзуки осуждался за отношения с тайской женщиной Каньядой, с которой он познакомился примерно в 2013 году, после чего начал смешивать работу с личной жизнью. В Бангкоке был открыт ресторан, Каньяда стала фотографом музея Гибли и, несмотря на отсутствие опыта работы, продюсер оплачивал её расходы на поездки и проживание за счёт студии. Председатель Кодзи Хосино сделал замечание Судзуки, поклонники также были обеспокоены, что бренд может развалиться. Несколько сотрудников анонимно рассказали, что их заставляли выполнять различную работу по дому для Каньяды по приказу продюсера. Когда соучредитель Studio Ghibli организовал фотовыставку геотермальных источников, Судзуки просто хотел посетить их со своей любовницей. Продюсер ответил Gendai Business, что «всё это ложь» и данная информация вредит ему. Конкретизировать он не стал, а только заявил: «Нехорошо об этом говорить!». Представитель Гибли прокомментировал, что отставка Хосино не имеет ничего общего со статьёй о Судзуки в журнале Shuukan Josei.